# Georg Neithardt
Georg Neithardt, né le 31 janvier 1871 à Nuremberg et mort le 1er novembre 1941 à Rottach-Egern, est un magistrat allemand, juge au Tribunal populaire bavarois (en).
Il est connu pour avoir mené le procès Hitler-Ludendorff, un procès pour haute trahison contre Adolf Hitler et ses comparses après l'échec du putsch de la Brasserie au printemps 1924. Neithardt éprouve de la sympathie envers les putschistes qui ne sont condamnés qu'à des peines extrêmement légères.

## Biographie
Il étudie le droit à Erlangen et à Munich. Après des examens juridiques en 1892 et 1895, qu'il passe avec des résultats moyens, il entre dans le service judiciaire du royaume de Bavière et y accomplit une carrière discrète qui le mène à Munich, en 1904 au tribunal de district local et en 1911 au tribunal de district de Munich I, puis devient conseiller du tribunal régional supérieur. En novembre 1918, il signe sa déclaration d'engagement envers le nouvel État populaire de Bavière, et en mai 1920, il prête allégeance à la nouvelle constitution de l'État libre de Bavière et à la Constitution de Weimar.

### Carrière juridique
En 1919, il est affecté au tribunal populaire bavarois de Munich. Il y conduit divers procès : contre un agent d'assurance munichois, Alexander Liening, accusé d'avoir appelé à une grève générale violente (un an de prison pour préparation de haute trahison), contre Fritz Ehrhardt, rédacteur en chef du journal communiste Neue Zeitung « pour avoir appelé à la lutte des classes et appelé à la haute trahison » (un an de prison).
En avril de la même année, il condamne Wendelin Thomas et deux autres accusés à deux ans de prison ferme pour incitation à la lutte des classes. En revanche, lors du procès du comte Arco, l'extrémiste de droite qui a assassiné le Premier ministre bavarois Kurt Eisner, il fait preuve d'une indulgence remarquable. Bien qu'il ait prononcé la peine de mort, le verdict précise : « Bien sûr, il n'était pas question d'un déni des droits civiques, car le comportement du jeune mineur ne relevait pas de sentiments bas, mais d'un amour ardent pour son peuple et sa patrie [...] et était le résultat de l'indignation envers Eisner qui a prévalu dans une grande partie de la population. » L'assassin est gracié par le gouvernement de l'État bavarois et voit sa peine commuée à la réclusion à perpétuité,.
La promotion de Neithardt au poste de directeur du tribunal de district de Munich I suit peu de temps après en 1922.
Il préside en juin-juillet 1923 un procès contre les personnes impliquées dans la « conspiration Fuchs-Machhaus », dans lequel l'implication des agences gouvernementales bavaroises dans une tentative de putsch est volontairement dissimulée,.

### Procès Hitler-Ludendorff
Neithardt préside le procès Hitler-Ludendorff qui a lieu du 26 février au 1er avril 1924 à Munich. Il connaît le casier judiciaire d'Hitler depuis janvier 1922. A cette époque, Neithardt a condamné Hitler à seulement trois mois de prison dont deux avec sursis, pour avoir violemment attaqué une réunion du fondateur de l'Union bavaroise, Otto Ballerstedt (en),.
Neithardt soutient Hitler dans la perspective du procès pour haute trahison en empêchant son transfert au Tribunal du Reich, conformément à la ligne choisie par le gouvernement de l'État bavarois. Quelques jours seulement après le putsch, le ministre de la Justice Franz Gürtner (DNVP) se déclare incapable d'obtempérer au mandat d'arrêt délivré par le tribunal d'État de Leipzig, puisque, à l'exception de la gauche, tous les autres partis sont d'avis que la procédure ne relève pas de la Cour d'État,. Neithardt montre également une grande déférence envers Ludendorff, qu'il considère comme un héros patriotique.
Durant les délibérations du procès, Neithardt laisse à Hitler la possibilité de se répandre en longs discours de propagande. Le casier judiciaire d'Hitler à l'époque n'est pas pris en compte, tout comme le fait que quatre policiers munichois ont été abattus par les putschistes, que Hitler était déjà sous le coup d'un sursis et que l'un des émeutiers abattus avait sur lui un projet de nouvelle constitution. Contrairement à la loi, le tribunal ne condamne Hitler qu'à une peine de cinq ans : dans les faits, il n'en purgera que huit mois,,.
L'extradition, pourtant obligatoire, du citoyen autrichien Hitler est également omise. Au cours du procès, Neithardt explique au conseiller d'Etat Fritz Schäffer que le procès doit être mené de manière à ne pas nuire à « l'idée nationale ». Les faibles tentatives du parquet avec les procureurs Ludwig Stenglein, Hans Ehard et Martin Dresse, pour empêcher la libération anticipée d'Hitler resteront vaines. L'objection soulevée plus tard, selon laquelle les condamnés ont illégalement participé à la continuation et à la réorganisation illégales de leurs associations putschistes, ne sera pas non plus entendue par la justice bavaroise,.

### Après le procès
Début janvier 1933, Neithardt est nommé président du tribunal de district de Hof. Peu de temps après la « prise du pouvoir » des nationaux-socialistes, il est nommé début septembre 1933 président du tribunal régional supérieur de Munich. Le 1er janvier 1934, il est également président de la chambre disciplinaire du Reich à Munich et, à partir de début septembre 1934, membre du bureau d'examen judiciaire du tribunal régional supérieur de Munich. De janvier à décembre 1935, il est représentant à l'Erbhofgericht de Munich. Début septembre 1937, Neithardt prend sa retraite avec un certificat personnel de remerciement d'Adolf Hitler pour ses années de service. Il meurt le 1er novembre 1941, et une couronne mortuaire est envoyée de la part du Führer,.
Parallèlement à cela, en 1933 il rejoint le Bund Nationalsozialistischer Deutscher Juristen ainsi que le NSDAP avec le numéro 2008851.